# USS LST-669
O USS LST-669 foi um navio de guerra norte-americano da classe LST que operou durante a Segunda Guerra Mundial.